# David Garrett

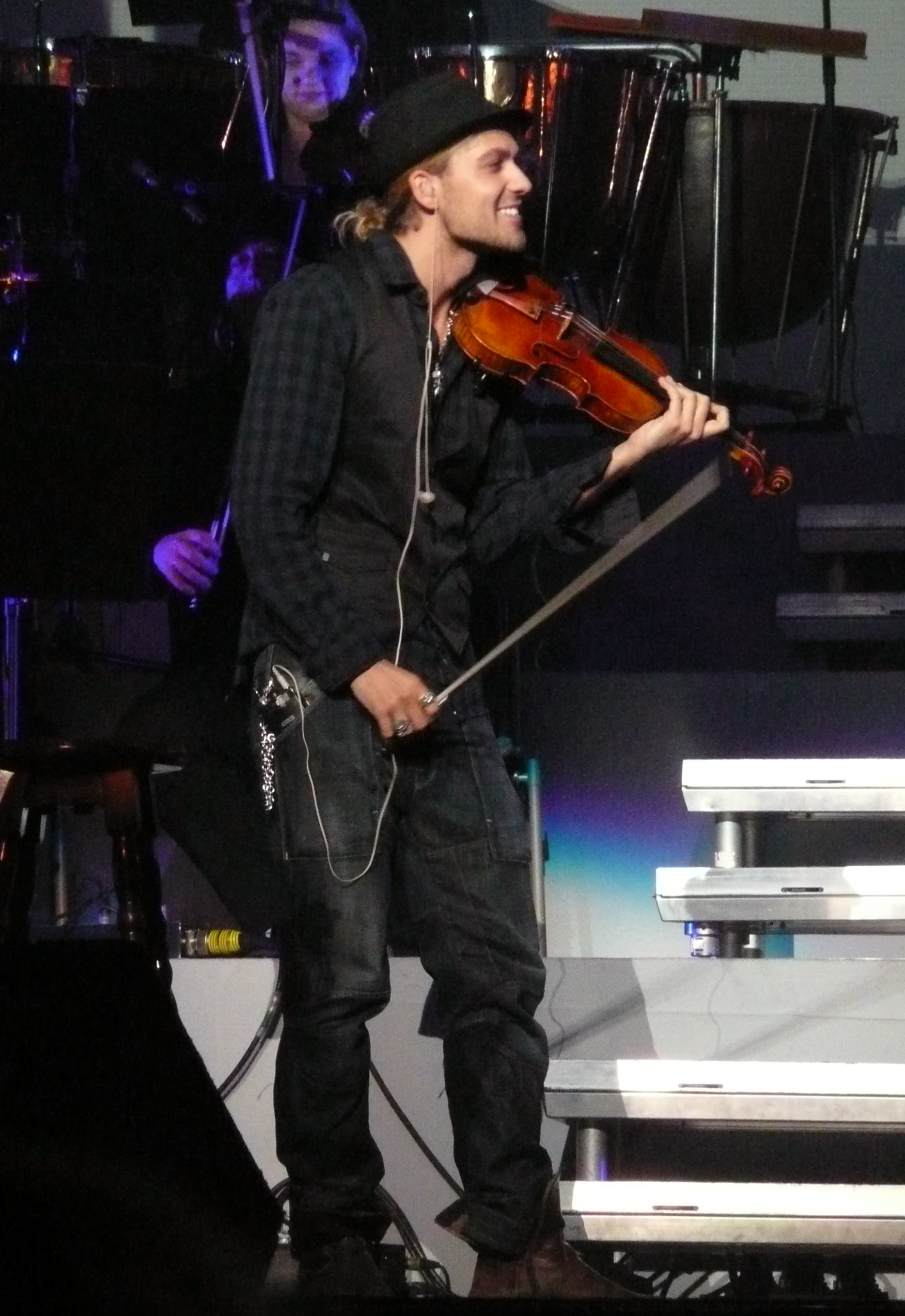
David Garrett

David Garrett, vlastním jménem David Bongartz (nar. 4. září 1980, Cáchy, SRN) je americkoněmecký houslista. Na housle hraje už od 4 let. V pěti letech vyhrál první cenu a v sedmi letech už koncertoval. Studoval Lubeckou konzervatoř a Královskou hudební akademii. Doposud nahrál 2 DVD a 10 alb, z toho 8 studiových, a získal 7 významných cen.

## Životopis

### Dětství a mládí, první kariéra v klasické hudbě
Garrett se narodil jako prostřední ze tří dětí německého právníka a dražebníka houslí Georga Paula Bongartze a americko-americké baleríny Dove-Marie Garrett. Jeho sestrou je zpěvačka Elena (Bongartz). Ve čtyřech letech se poprvé pokusil o hru na housle. První lekce na housle mu dal jeho otec, který pracoval na částečný úvazek jako učitel houslí. Ve věku pěti let Garrett získal cenu v soutěži Jugend musiziert. Když mu bylo osm, rozhodli se rodiče nechat chlapce hrát pod jménem matky, protože Garrett zněl povědoměji než Bongartz. Ve věku devíti let debutoval na festivalu Kissinger Sommer. V dvanácti získal první nahrávací smlouvu a od 13 let byl již smluvně výhradně u společnosti Deutsche Grammophon. Nahrál Mozartovy houslové koncerty u Claudia Abbada. Yehudi Menuhin ho označil za „největšího houslistu své generace“. Garrett tvrdí, že hrál na housle osm hodin každý den. Od roku 1990 do roku 1991 Garretta učil Zakhar Bron. Od roku 1992 studoval u Idy Haendel.
Po maturitě na Aachen Einhard High School ho nechali zapsat rodiče na Royal College of Music v Londýně, i když ve skutečnosti chtěl do New Yorku. Brzy však musel opustit školu, protože se nikdy nezúčastnil přednášek, a ve věku 19 let se přestěhoval ke svému bratrovi, který poté žil a studoval v New Yorku. Garrett v rozhovoru řekl: „Všechno se na mě vždy navalilo: co bych měl hrát, kde bych měl hrát, co bych měl říkat v rozhovorech a neříkat.“
V roce 1999 se přestěhoval do New Yorku, kde navštěvoval Juilliard School, kde studoval u Jicchaka Perlmana. V roce 2003 vyhrál kompoziční soutěž školy s fugou ve stylu Johanna Sebastiana Bacha.

### Druhá kariéra, crossover hudba
V následujících letech se i přes odpor pokusil o to, aby se znovu stal hudebníkem. Jeho kariérní manažer přišel s konceptem alba crossover, které vytvořil společně s londýnským vydavatelstvím Decca Records. Album nebylo nikdy vydáno, protože nahrávací společnost nebyla přesvědčena o jeho úspěchu. V roce 2006 dosáhl Garret průlomu v Německu s berlínským promotérem koncertů DEAG, který se velmi spoléhá na charakter událostí klasických koncertů a převzal Garrettův křížový projekt. Byl pro něj vytvořen nový obraz, obraz houslového rebela. Od roku 2014 pokračoval jeho crossoverový projekt turné po Německu.

### Jako herec
V roce 2009 navrhl kolekci triček pro módní dům s.Oliver a 2010 vyšel s vlastním parfémem s odpovídajícím sprchovým gelem s názvem Rock Symphonies.
V roce 2013 Garrett hrál jako Niccolò Paganini v literární adaptaci Bernarda Rosese Ďáblův houslista.

## Nástroje
Ve věku 13 let mu nadace Aachen Talbot poskytla na několik let housle od Antonia Stradivariho a to housle San Lorenzo z roku 1718. Od roku 2003 vlastní housle Giovanniho Battisty Guadagnini z roku 1772 (ty byly vážně poškozeny na podzim roku 2008). Od roku 2010 opět hraje na Stradivarki z roku 1716 (od anonymního majitele) které vlastnil houslista Adolf Busch od roku 1913 do roku 1933.

## Přijetí

### Úspěchy
Od konce května 2008 do dubna 2010 byl uveden v Guinnessově knize rekordů jako nejrychlejší houslista na světě. V představení britské televizní show Blue Peter Garrett hrál Let čmeláka Rimského-Korsakowa bezchybně za pouhých 66,56 sekund, což je 13 not za sekundu. Svým vlastním rekordem se 20. prosince 2008 dostal do Guinnessovy knihy rekordů s lepším časem o 1,3 sekundy tj. s časem 65,26 sekundy. Dne 7. dubna 2010 ho porazil Ben Lee, který na stejnou houslovou skladbu potřeboval 64,21 sekund. Od roku 2008 do roku 2009 byl Garrett velvyslancem v UNESCO.
Dne 17. října 2010 získal Garrett v Essenu ocenění Echo Klassik, renomované hudební ocenění Deutsche Phono-Akademie, za svou nejvyšší pozici v rekordním prodeji jako „Nejlepší prodejce roku“. O několik měsíců později obdržel 24. března 20. Echo Music Awards 2011 dvě ocenění, jedna v kategorii „Nejúspěšnější hudební DVD produkce (národní)“ a druhé v kategorii „Umělec Rock / Pop (národní)“. Dne 26. října 2014 získal za své album Garrett vs. Paganini další ocenění Echo Klassik, v kategorii Bestseller roku za své vynikající album Garrett vs. Paganini.

### Kritika
V tisku byl považován za zvláště pronikavý příklad geniálního houslisty. Ovšem jeho hudba je kritizována jako „soft porno pop klasika“.
Garrett pravidelně odmítá kritiku jako „hudební snobberii“ a zdůrazňuje své tvrzení, že chce oslovit obyvatelstvo pomocí své kombinace elektronické a undergroundové hudby, která by se jinak vyhýbala klasické hudbě.

## Ocenění
- Bambi
  - 2013: Kategorie Classic

- ECHO
  - ECHO Classic
    - 2008: za klasickou hudbu bez hranic
    - 2010: jako bestseller roku za jeho album Classic Romance
    - 2012 bestseller roku za album Legacy
    - 2014 bestseller roku za album Garrett vs. Paganini
    - 2015 Bestseller roku za album Timeless

  - Echo pop
    - 2011: za nejúspěšnější produkci hudebních DVD (národní)
    - 2011: za umělce Rock / Pop (národní)
    - 2013: za umělce Rock / Pop (národní)

- Zlatá kamera
  - 2010: za nejlepší Music International

- Zlaté pero
  - 2009

- Řád za zásluhy o Severní Porýní-Vestfálsko
  - 2011

- Cena za hudbu ve Frankfurtu
  - 2017